# كروس سيتي
كروس سيتي (بالإنجليزية: Cross City)‏ هي مدينة أمريكية تقع في ولاية فلوريدا. تبلغ مساحة هذه المدينة 4.9 (كم²)،ويبلغ عدد سكانها 1775 نسمة حسب إحصاء سنة 2010 م 1775.تشير إحصاءات سنة 2000م بأن الكثافة السكانية في هذه المدينة تقدر بـ(362.2) نسمة/كم2 

## أعلام
- ثاديوس باركر